# Dölsach
Dölsach je obec v Rakousku ve spolkové zemi Tyrolsko v okrese Lienz. Obec náleží pod soudní okres Lienz. 
V obci se nachází římské archeologické naleziště Aguntum.
Žije zde přibližně 2 300 obyvatel.

## Geografie
Obec Dölsach leží na dně údolí Lienz a táhne se od východních svahů vnějšího údolí Debanttal přes obec Dölsach a její okolí až k polím před Lengbergem (Nikolsdorf). Hlavní obec Dölsach leží východně od Lienzu v nadmořské výšce 731 metrů. Na jižní hranici protéká řeka Drau v nadmořské výšce 640 metrů. Nejvyššími vrcholy jsou Geißkofel (2816 m) a Törlkopf (2821 m) na severu ve skupině Schober. 
Rozloha obce je 24,16 km². Z toho 23 % tvoří zemědělská půda, 49 % lesy, 14 % vysokohorské pastviny a 9 % vysokohorské oblasti.

### Sousední obce
|                | Winklern |                                |
| Nußdorf-Debant |          | Iselsberg-Stronach Rangersdorf |
| Tristach       | Lavant   | Nikolsdorf                     |

## Historie
Osada Aguntum byla založena kolem roku 800 př. n. l. Kolem roku 400 je vytlačili Keltové a v roce 113 př. n. l. převzali Aguntum Římané. Císař Claudius udělil statut města a za Caesara byla vybudována silnice z Aquileie přes Plöckenský průsmyk (Plöckenpass) do Aguntum. Ve staletích následujících po odchodu Římanů bylo Aguntum téměř zcela zničeno sesuvy půdy a povodněmi.
Název Dölsach je odvozen od slovanského dolice a znamená malé údolí. První písemná zmínka o obci pochází z roku 1197 kde je uvedena jako Dolischac, do roku 1676 byla obec sídlem původní farnosti. V roce 1938 byl Dölsach spojen s oblastí Iselsberg-Stronach jako správní centrum a po rozdělení v roce 1945 zůstal sídlem dnešní obce.

## Osobnosti obce
- Josef Weingartner, kunsthistorik